# Rocío García
Rocío del Alba García Martínez, née le 29 août 1997 à Villa del Prado, est une coureuse cycliste espagnole. Elle pratique le VTT, le cyclo-cross et le cyclisme sur route.

## Palmarès en VTT

### Jeux olympiques
- Tokyo 2020
  - 26e du cross-country

### Championnats du monde
- Cairns 2017
  - 5e du cross-country espoirs
- Lenzerheide 2018
  - 7e du relais mixte
  - 7e du cross-country espoirs
- Mont Sainte-Anne 2019
  - 7e du cross-country espoirs
- Leogang 2020
  - 10e du relais mixte

### Coupe du monde
- Coupe du monde de cross-country espoirs
  - 2017 : 7e du classement général

- Coupe du monde de cross-country
  - 2021 : 18e du classement général
  - 2022 : 29e du classement général

- Coupe du monde de cross-country short track
  - 2022 : 27e du classement général

### Championnats d'Europe
- Darfo Boario Terme 2017
  - 7e du relais mixte
  - 8e du cross-country espoirs
- Glasgow 2018
  -  Médaillée de bronze du cross-country espoirs
- Brno 2019
  - 4e du cross-country espoirs
  - 5e du relais mixte
- Monte Tamaro 2020
  - 8e du relais mixte

### Championnats d'Espagne
- 2014
  -  Championne d'Espagne de cross-country juniors
- 2017
  -  Championne d'Espagne de cross-country espoirs
- 2018
  -  Championne d'Espagne de cross-country espoirs
- 2019
  -  Championne d'Espagne de cross-country espoirs
- 2020
  -  Championne d'Espagne de cross-country
- 2021
  -  Championne d'Espagne de cross-country
- 2022
  -  Championne d'Espagne de cross-country

## Palmarès en cyclo-cross
- 2014-2015
  -  Championne d'Espagne de cyclo-cross juniors

## Palmarès sur route
- 2014
  - 3e du championnat d'Espagne sur route juniors
- 2015
  -  Championne d'Espagne sur route juniors